# Kimch'aek
Kimch'aek (Koreaans: 김책시 vroeger: Songjin (성진)) is een stad in de provincie Noord-Hamgyŏng in het oosten van Noord-Korea. De stad is een belangrijke havenplaats aan de Japanse Zee en heeft 196.000 inwoners. Kimch'aek ligt aan de spoorlijn die Noord-Korea verbindt met Rusland.
Aan de kust staan grote geïntegreerde staalbedrijven die het zeewater als koelwater gebruiken.